# PANKKK
A PANKKK program, a Program a Nemzeti Kortárs Könnyűzenei Kultúráért elnevezésű kulturális kormányzati projekt elnevezése.

## Története
Derdák András, Gerendai Károly, Marton László Távolodó, Lang András és más zenészek, valamint a kulturális élet további szereplői (klubok, fesztiválok, jogvédők és kiadók képviselői) kezdték kidolgozni 2004 végén. 2005-ben a program főkoordinátora Derdák András lett. Az elképzelést Bozóki András kultuszminiszter felkarolta, a zenészekkel és kulturális menedzserekkel való intenzív tárgyalássorozat végén – amelybe egyes pontokon Gyurcsány Ferenc miniszterelnök is bekapcsolódott – 2005 júniusában a PANKKK a kormány hivatalos programjaként elindulhatott. A program nevében támogatott műfajok köre: a pop, rock, metal, elektro, world, folk és jazz irányzatok (és ezek tetszés szerinti keverékei). A PANKKK az élőzenére helyezte a hangsúlyt és elsősorban az élő produkciókat támogatta. A PANKKK célja a vidéki klubhálózat életben tartása, a kulturális aktivitás erősítése, valamint az élőzenét játszó fiatal, amatőr zenészek támogatása volt. A Program azokat a klubvezetőket támogatta, akik vállalták, hogy évente 12 élő koncertet szerveznek az amatőr zenészek részvételével. A Program célja a kulturális esélyegyenlőség, vidékfejlesztés, tehetségkutatás, valamint az ún. könnyűzene kulturális értékként való elismertetése volt – de ezen túl hozzájárult a szürkegazdaság „kifehérítéséhez” is ezen a területen.  A PANKKK 2005–2011 között létezett, 2011-ben a parlament a célzott támogatást megszüntette, így - a civil támogatás teljes hiánya miatt - megszűnt.

## Külső hivatkozások
- A PANKKK honlapja